# صحبت مستقیم
صحبت مستقیم یا صحبت صاف (به انگلیسی: Smooth Talk) فیلمی محصول سال ۱۹۸۵ و به کارگردانی جویس چوپرا است. در این فیلم بازیگرانی همچون تریت ویلیامز، لورا درن، مری کی پلیس، الیزابت بریج، لیون هلم، الیزابت بریج و ویلیام راگسدیل ایفای نقش کرده‌اند.